# Гаев, Еремей Иванович
Еремей Иванович Гаев (1877, Нижний Тагил, Пермская губерния — 1964, Нижний Тагил, Свердловская область, СССР) — мастер чугунолитейного цеха завода им. В. В. Куйбышева (Нижний Тагил), Герой Труда.

## Биография
С 1890-х годов работал мастером чугунолитейного цеха завода им. В. В. Куйбышева (позже — Нижнетагильский металлургический завод), а также на участке отливки медных фурм.
Член ВКП(б) с 1917 года. В годы Гражданской войны возглавлял эвакуацию завода, уходил в партизанский отряд.
Еремей Иванович Гаев умер 8 апреля 1964 года, похоронен на Висимском кладбище Нижнего Тагила.

## Награды
- Герой Труда (10.09.1931).

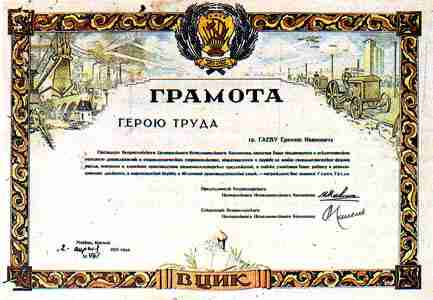
Грамота ВЦИК Героя Труда Е. И. Гаева

Президиум Всероссийского Центрального Исполнительного Комитета, отмечая Вашу выдающуюся, исключительно полезную деятельность в социалистическом строительстве, выразившуюся в борьбе за новые социалистические формы труда, внесения в литейное производство рационализаторских предложений, а также учитывая Вашу работу в революционном движении, в партизанской борьбе и 40-летний производственный опыт, награждает Вас званием Герой Труда.

- Орден Ленина, орден Трудового Красного Знамени, медали.

## Память
В честь Гаева Е. И. названа улица Нижнего Тагила (бывшая Пограничная).